# Virgin Experience Days
Virgin Experience Days – це компанія, що надає дні досвіду,. Була заснована у 1988 році як Acorne Sports та володіє ліцензією на продаж подарунків та подарункових сертифікатів під брендом Virgin. Acorne очолив Virgin Experience Days, яка була частиною Virgin Group Річарда Бренсона, у 2002 році.

## Історія
Починаючи як «Virgin Experience» у березні 2001 року. Компанія спочатку обслуговувала корпоративних клієнтів у формі заохочень для співробітників і клієнтів. Згодом роками розширилася локально від орієнтації  на клієнтів у Лондоні до решти країни. Влітку 2018 року компанія здійснила ребрендинг, змінивши назву на Virgin Experience Days Limited.
Нині їхній досвід включає стрибки з парашутом, зорбінг та водіння суперкарів разом зі знаменитими шеф-кухарями, історичними екскурсіями, післяобіднім чаєм тощо.

## Партнерство
Virgin Experience Days також часто проводяться в конкурсах і працюють у партнерстві з блогерами для детальнішого огляду їхніх днів досвіду. У 2017 році підрозділ компанії бізнес-бізнес «бізнес-бізнес» був перезапущений для розширення корпоративних послуг та партнерств під назвою «Virgin Incentives» після викупу Virgin Experience Days компанією Inflexion Private Equity.

## Зовнішні посилання
- Офіційний сайт